# Jésus chez Marthe et Marie (Bueckelaer)
Pour les articles homonymes, voir Jésus chez Marthe et Marie.
Jésus avec Marthe et Marie est un tableau du peintre anversois Joachim Bueckelaer, peint en 1565 à l'huile sur panneau de chêne de 113 × 163 cm. Il se trouve depuis 1910 dans les collections des Musées royaux des Beaux-Arts de Belgique à Bruxelles.

## Contexte
Joachim Bueckelaer, neveu et l'élève du peintre Pieter Aertsen, se consacre à la peinture de genre et se spécialise notamment dans les scènes de marché. Les clients fortunés préféraient les peintures qui dépeignent une scène de tous les jours, mais qui en même temps ne perdaient aucune connotation religieuse. Il était important pour ces citoyens riches que les peintures montrent une leçon de morale, mais en même temps s'intègrent bien à la réalité mondaine de leurs intérieurs. L'histoire biblique de la visite de Jésus à Marthe et Marie (Luc 10: 38-42) a fourni aux artistes la possibilité de représenter à la fois des thèmes mondains et religieux dans un seul espace pictural, qui correspondait aux souhaits de leurs clients. C'était donc un thème populaire pour les peintures du milieu du XVIe siècle.

## Description
Le tableau montre Marthe de Béthanie et deux serviteurs, tandis qu'à l'arrière-plan, Jésus enseigne à un groupe de personnes. L'image est basée sur la visite biblique de Jésus-Christ à Marthe et Marie de Béthanie.
La peinture représente la visite de Jésus à Marthe et Marie, mais déplace la perspective de l'enseignement de Jésus vers les travaux mondains de Marthe. Jésus, caché à la vue par un pilier (Christus est columna), inculque les enseignements divins à un petit groupe de personnes à l'arrière-plan du tableau. Au premier plan, Marthe et deux domestiques sont au travail. Il s'agit d'une nature morte inversée.

Détails
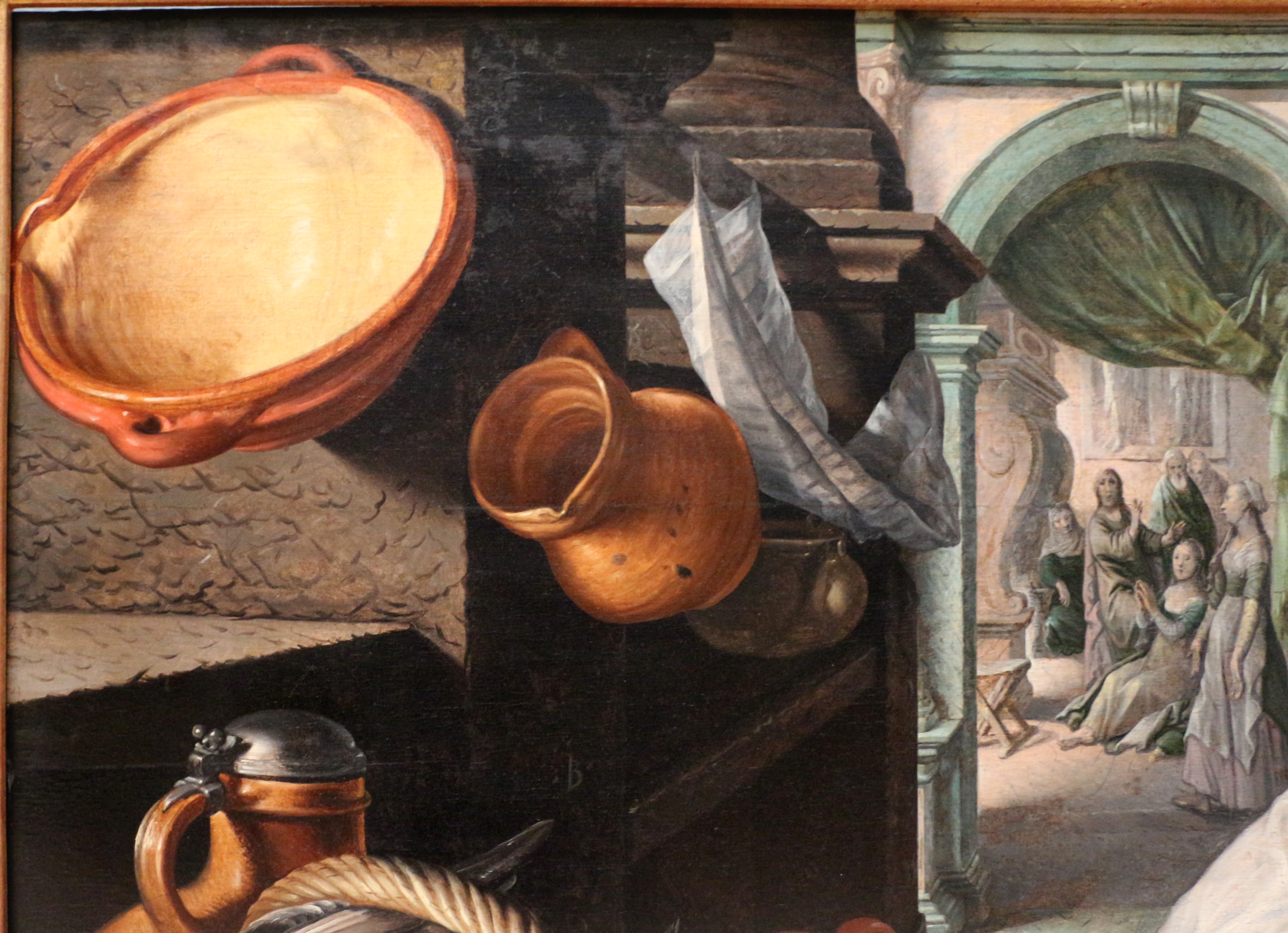
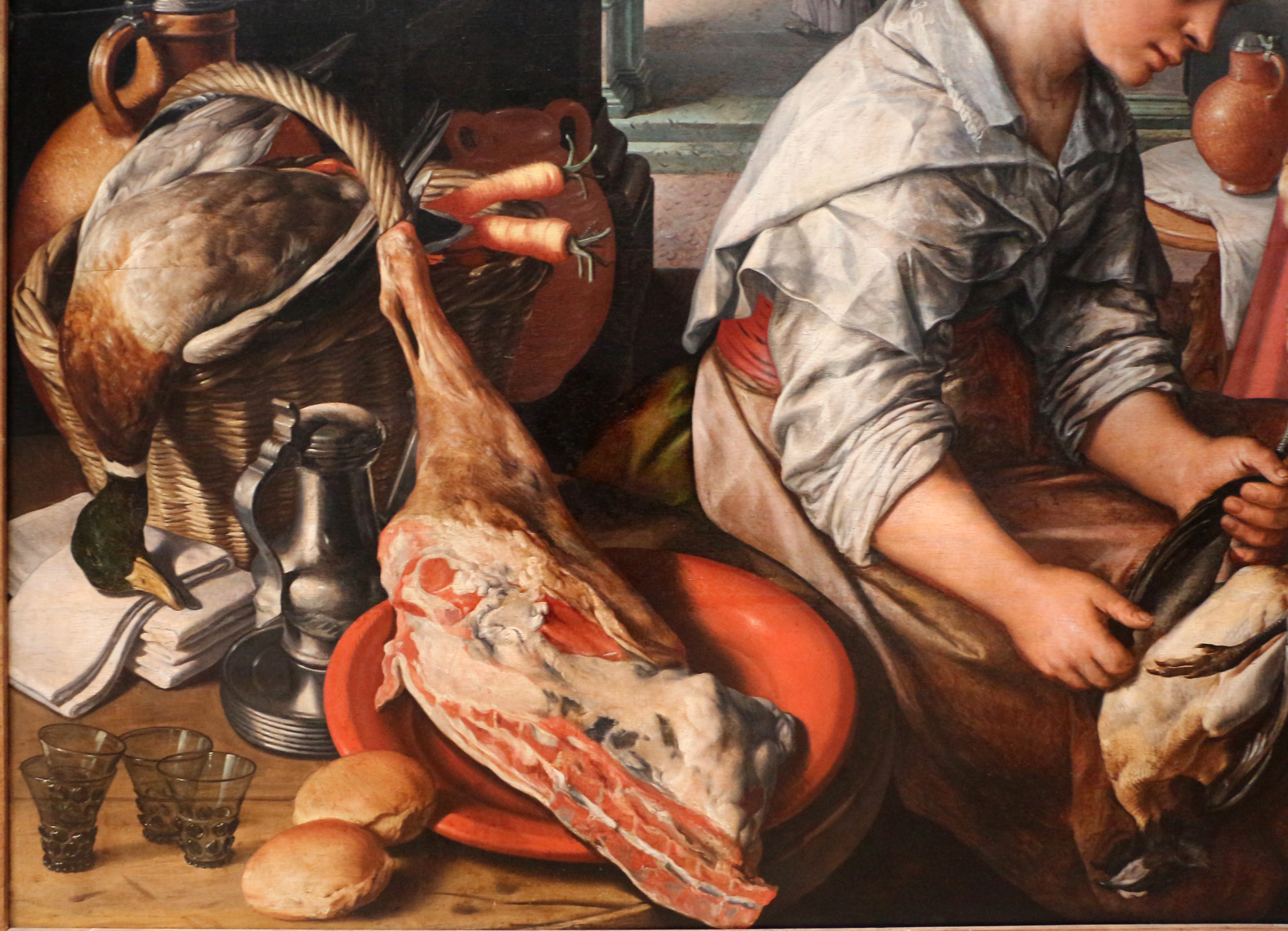
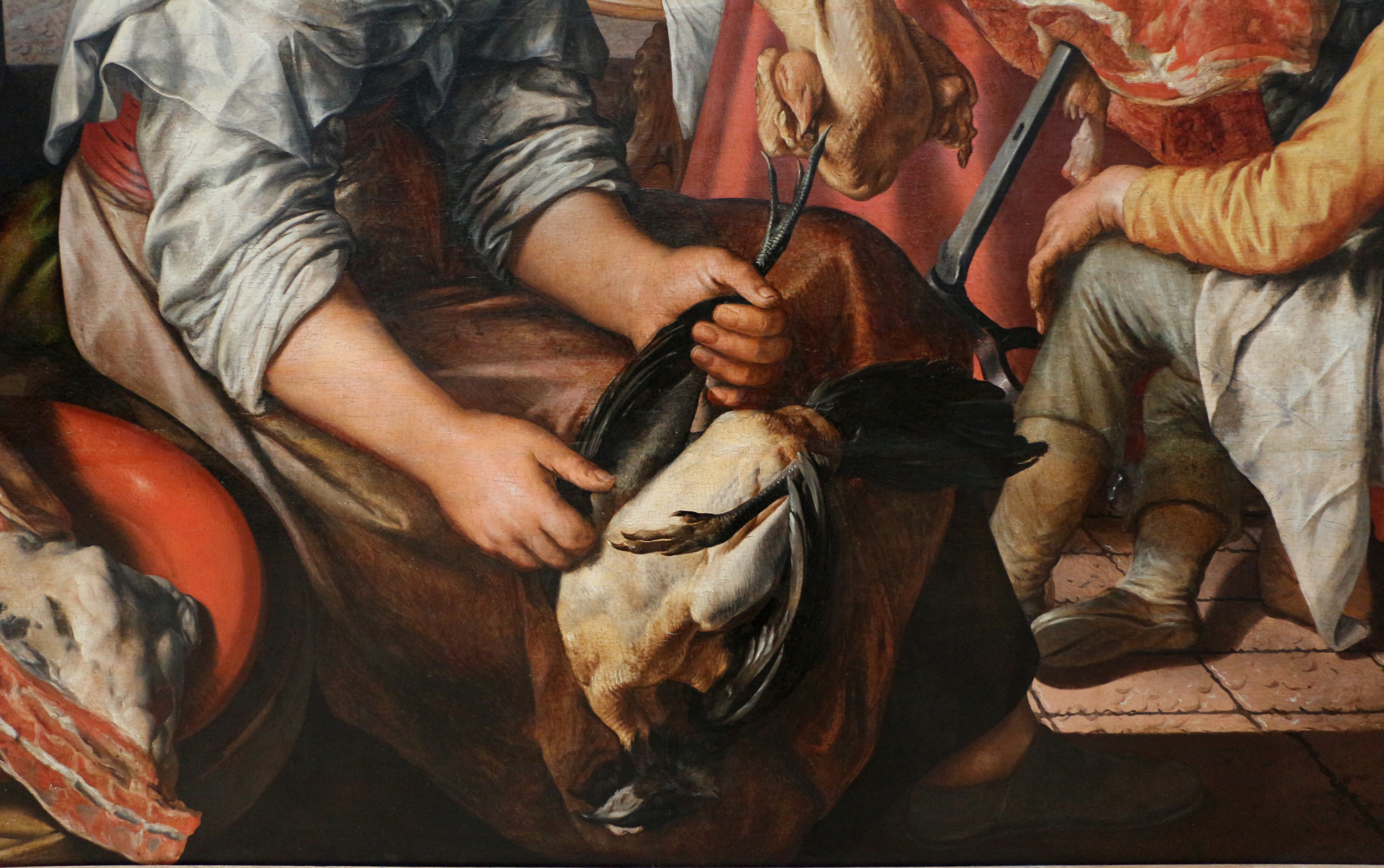